# Coșoveni
Coșoveni est une commune du județ de Dolj en Roumanie.
Des fouilles archéologiques ont mis au jour un trésor du Ve siècle, probable témoin de la culture du peuple des Taïfales.